# فانوس دریایی آخر دنیا

## شرح داستان
موریز، واسکز و فیلیپ سه نگهبان فانوس دریایی مستقر در جزیره Staten واقع در دماغه جنوبی آرژانتین هستند. دو نفر از آن‌ها توسط گروهی از دزدان دریایی تازه‌وارد به رهبری یک شورشی کشته می‌شوند. واسکز تنها بازمانده است و به مدت چند ماه فقط از غذاهای مخفی شده دزدان دریایی در یک غار تغذیه می‌کند تا اینکه سرانجام توسط یک کشتی آمریکایی نجات پیدا می‌کند.